# Pueblo gorontalo
El pueblo gorontalo o hulondalo es el pueblo nativo de la parte norte de Sulawesi. Son la etnia más numerosa de la península de Minahasa. El pueblo gorontalo, gorontalés o a veces gorontaloano es predominantemente musulmán. Su idioma nativo es el idioma gorontalo. Los gorontalos se han concentrado tradicionalmente en las provincias de Gorontalo, Sulawesi del Norte y la parte norte de Sulawesi Central.

## Etimología
El nombre gorontalo probablemente deriva de muchos términos, como:
- Hulontalangio, el nombre de una tribu de la zona
- Hua lolontalango, que significa "cueva utilizada para viajes de ida y vuelta".
- Hulutalangi, que significa noble
- Huluo lo Tola, que significa lugar donde se reproduce el pez cabeza de serpiente.
- Pongolatalo o Pohulatalo, que significa "lugar de espera"
- Gunung Telu, que significa la tercera montaña
- Hunto, que significa un lugar donde siempre fluyó el agua

Los gorontalos a veces se refieren a sí mismos como Hulandalo o Hulantalo, un término muy conocido en Gorontalo y el norte de Sulawesi, que generalmente se refiere a la región de Gorontalo o a los nativos de Gorontalo.
Los gorontalos  tienen un sistema de parentesco familiar llamado pohala'a. Este sistema es herencia de los reinos que previamente se habían establecido en Gorontalo. Hay cinco pohala'a en Gorontalo: Gorontalo, Limboto, Suwawa, Bualemo y Atinggola; donde el Gorontalo pohala'a es el más destacado es entre los pohala'as.

## Historia

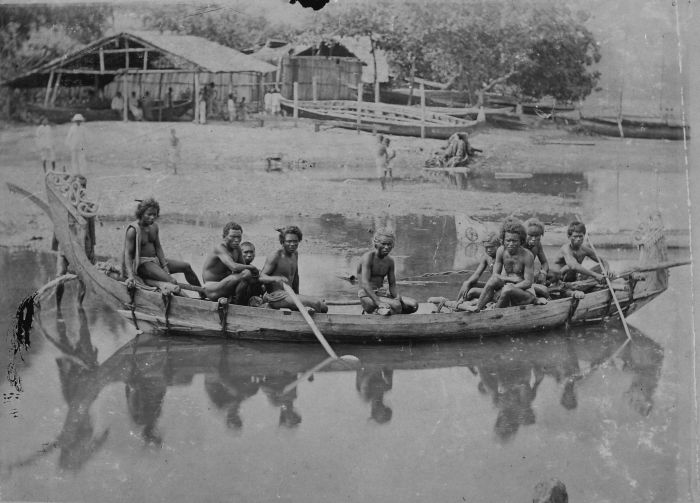
Un grupo de hombres de Gorontalo en un prahu, hacia 1895-1905.

### Orígenes
Los orígenes del pueblo gorontalo son inciertos. Hay dos teorías sobre la migración del sudeste asiático, la primera establece que la población de esa zona vino originalmente del este y luego se estableció en Sulawesi. Mientras que la segunda teoría explica que la migración comenzó en Taiwán y llegó a Sulawesi a través de Filipinas. Lingüísticamente, los gorontaleses comparten los mismos orígenes con otras personas austronesias de las Islas Filipinas y las islas de Sulawesi del Norte.
Hay una leyenda de Gorontalo que cuenta la historia de que son los descendientes de Hulontalangi, o las personas que vinieron de los cielos y residen en el Monte Tilongkabila, en la regencia Bone Bolango . El nombre Hulontalangi se convirtió en Hulontalo y Gorontalo.

### Período prehistórico
Según la leyenda, el primer reino de Gorontalo surgió a principios del segundo milenio antes de Cristo. Se cree que Gorontalo estuvo habitado por humanos desde tiempos prehistóricos. El sitio de Oluhuta en la regencia Bone Bolango es un sitio arqueológico que proporciona información sobre las tumbas de comunidades anteriores que se estima que vivieron hace alrededor de 2000 a 4000 años.

### Reinos de Gorontalo
Se estima que el establecimiento de la región de Gorontalo se formó hace 400 años. Gorontalo es uno de los lugares reconocidos por la difusión del Islam en el este de Indonesia, junto a los estados de Ternate y Bone. En 1525, cuando los portugueses llegaron a Sulawesi del Norte, el Islam ya se había extendido ampliamente durante el gobierno del rey Amay; con las tierras de Gorontalo divididas entre los estados musulmanes de Gorontalo, Limboto, Suwawa, Boalemo y Atinggola. Gorontalo se desarrolló más tarde para convertirse en el centro de educación y comercio en el norte de Sulawesi. La capital del reino de Gorontalo se situó vez en el pueblo de Hulawa, junto al río Bolango. Antes de la llegada de los europeos, ya se habían adherido al sistema de unión familiar llamado pohala'a, que todavía funciona en la actualidad.

### Período de la Compañía Holandesa de las Indias Orientales
Antes de la llegada de los europeos, los reinos de Gorontalo estaban bajo la influencia del Sultanato de Ternate. Gorontalo quedó bajo la región administrativa de la Compañía Holandesa de las Indias Orientales con la formación de la regencia de Gorontalo como resultado de un tratado entre el gobernador de Ternate, Robertus Patbrugge, y el rey gorontalo.
Durante el período de las Indias Orientales Holandesas, la gente de Gorontalo comenzó a emigrar de la región de Gorontalo, en el siglo XVIII, a otras regiones como Ternate, la isla de Ambon, la isla de Buol, la isla de Banggai y la regencia de Minahasa, para evitar el sistema de trabajos forzados que impuso el gobierno de las Indias Orientales Holandesas en Gorontalo en ese momento.
Una alianza político-militar llevó a que a fines del siglo XIX fueran completamente colonizados por las Indias Orientales Holandesas. En 1950, Gorontalo, como parte del Estado de Indonesia Oriental, se reincorporó a Indonesia.

### Formación de la provincia de Gorontalo
Antes de que Gorontalo se convirtiera en una provincia propia, la región de Gorontalo era parte de la provincia de Sulawesi del Norte con estatus de regencia. Sin embargo, el 5 de diciembre de 2000, de conformidad con el artículo 38 del año 2000, la Regencia de Gorontalo se convirtió en una provincia separada con el nombre de provincia de Gorontalo. El ministro del Interior en ese momento, Soerjadi Soedirdja, creó la provincia de Gorontalo y nombró a Tursandi Alwi como gobernador. Un año después, Fadel Muhammad fue elegido primer gobernador de la provincia de Gorontalo.

## Idioma
El idioma gorontalo o gorontalés forma parte de la familia de lenguas austronesias. Aparte del gorontalo, hay varios idiomas que son similares y que los lingüistas consideran dialectos del gorontalo, incluidos  el suwawa, el atinggola o bolango, el limboto, el kwandang, el tilamuta y  el sumawata. El gorontalo es ampliamente utilizado en la sociedad contemporánea debido a la influencia del reino de Gorontalo que una vez se estableció en la región. El atinggola, un dialecto del bolango, es utilizado por la comunidad de Atinggola, situada en la costa norte de Gorontalo.
Hoy en día, el propio gorontalo ha pasado por la asimilación con el idioma malayo minahasa, que también es ampliamente hablado por los gorontaleses. En términos de lingüística, el gorontalo está relacionado con otros idiomas del norte de Sulawesi y Filipinas. Los lingüistas clasifican el gorontalo junto con el mongondow como parte de los idiomas gorontalo-mongondow, que forman parte del grupo más amplio de idiomas filipinos. Los idiomas filipinos, que son lingüísticamente cercanos al gorontalo, incluyen el tagalo, el cebuano, el hiligaynon, el bikol y el waray. Hoy, el gorontalo se escribe más a menudo usando el alfabeto latino; sin embargo, el uso del gorontalo como lenguaje escrito es limitado. En las escuelas de educación, los medios de comunicación y los documentos oficiales, se usa más el indonesio.

## Religión
La mayoría de los habitantes de Gorontalo afirman adherirse a la fe islámica. A principios del siglo XVI, la mayoría de los gorontalos adoptaron el Islam a través de la influencia de Ternate. Existen numerosas costumbres tradicionales del pueblo gorontalo que también contienen influencias islámicas.
Respetar las costumbres se considera un honor, así como las normas e incluso hay una guía para implementar la gobernanza de la comunidad de Gorontalo. Esto se atribuye a las expresiones "adat bersendi sara" y "sara bersendi kitabullah". El significado de estos dichos es que las costumbres (adat) deben respetarse, siendo el significado de sara reglas, mientras que estas reglas deben basarse en el libro sagrado islámico, el Corán. Por lo tanto, se entiende que la vida del pueblo gorontalo está llena de valores religiosos y valores nobles.
Durante el final del Ramadán, la gente llevó a cabo una celebración cultural con lámparas de aceite, que se encienden alrededor de mezquitas y asentamientos, conocida como Tombbilotohe.

## Cultura

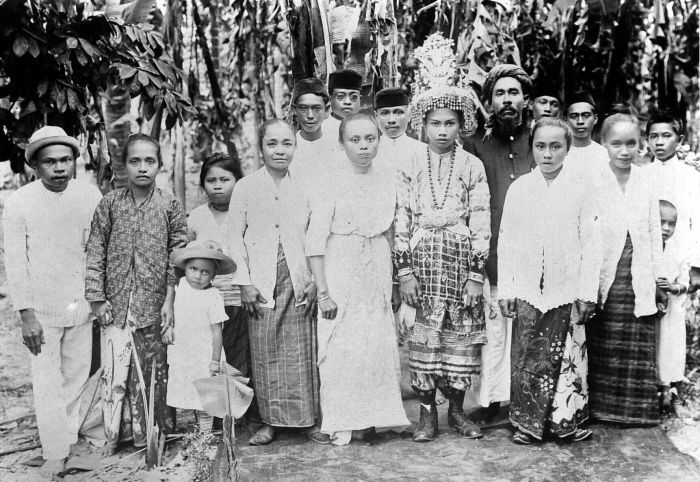
Un evento de circuncisión del pueblo gorontalo durante el dominio de las Indias Orientales Holandesas.

La comunidad de Gorontalo tiene un alto sentido social, tanto que apenas existe conflicto entre ellos. Mantienen un sistema de parentesco muy unido, como se ejemplifica en el sistema de vínculos familiares de Pohala'a. La cooperación mutua o tradición huyula se conserva en la vida cotidiana de la comunidad, y todos los problemas se resolverán a través de la discusión.
Su filosofía de vida se conoce como batanga pomaya, nyawa podungalo, harata potom bulu que significa "debemos defender la patria hasta el final, el enriquecimiento trae problemas sociales" y lo iya lo ta uwa, ta uwa loloiya, boodila polucia hi lawo que significa "un líder debe poseer autoridad, pero no ser arbitrario".
Los atuendos tradicionales son multicolores, representando cada uno de los colores su aspecto simbólico. La gente de Gorontalo también es famosa por su cultura musical.

### Socioeconomía
La principal ocupación tradicional del pueblo Gorontalo ha sido durante mucho tiempo la agricultura. Los gorontalos juegan un papel importante en las industrias forestal, agrícola y pesquera. Las granjas artesanales y ganaderas son medios secundarios de ingresos.
En el pasado, había grandes familias  que llevaban a cabo actividades agrícolas conjuntas en regiones montañosas que requieren mucho trabajo de cultivo. El padre y la madre ancianos son considerados los principales anfitriones, lo que se refleja en el idioma gorontalo. No ha adoptado una variedad de formas íntimas de dirigirse a los padres y parientes mayores.

### Arquitectura
El principal tipo de asentamiento de Gorontalo son las aldeas. La casa tradicional se llama dulohupa. Consta de una estructura de armazón construida sobre pilotes. Está construida con maderas duras y su techumbre es de paja. La casa se divide en varias habitaciones. En la entrada hay dos escaleras. En el pasado, los gobernantes reales solían utilizar la dulohupa para hablar, en la llamada bandayo poboide o salón para parlamentar. La casa tradicional todavía se puede encontrar en varios subdistritos de Gorontalo.
Sin embargo, la existencia del bandayo poboide, el salón para hablar, está casi extinguida en toda la comarca de Gorontalo. Uno de los pocos bandayo poboides que quedan está situado frente a la oficina del Regente de Gorontalo en la calle Jenderal Sudirman, en Limboto.

### Literatura
Lumadu es un tipo de literatura oral nativa de Gorontalo en forma de acertijos y metáforas o parábolas que ejercitan el cerebro. El lumadu es usado a menudo por los niños para juegos, mientras que el lumadu metafórico se usa a menudo en conversaciones entre adultos con el propósito de mostrar cortesía hacia los demás, ampliar la conversación con otros y aportar valor al tema de la conversación.

### Baile folclórico
Una de las formas de arte cultural del pueblo Gorontalo es la danza polopalo. Esta danza tradicional es popular entre la comunidad de Gorontalo, e incluso en la región de Sulawesi del Norte.

### Tradiciones locales
Existen varias costumbres tradicionales de la comunidad de Gorontalo, entre ellas:
- Costumbres nupciales de Momonto y Modutu. En las costumbres nupciales tradicionales del pueblo Gorontalo, existen pocas normas y procedimientos que deben ser llevados a cabo tanto por la novia como por el novio. La gente de Gorontalo todavía se aferra a las tradiciones generacionales como parte de sus costumbres y cultura. La ceremonia de la boda se lleva a cabo alternativamente tanto en la casa de la novia como en la del novio. Puede durar más de dos días. Los familiares trabajarán juntos en la preparación de la ceremonia de la boda durante unos días antes del día de la boda. Tanto la novia como el novio se vestirán con el atuendo tradicional, bili'u. El dormitorio nupcial se utiliza durante la recepción de la boda de acuerdo con las costumbres de Gorontalo.[46][47][48]
- Molontalo o Tontalo (Ceremonia del Séptimo Mes), es una ceremonia habitual como expresión de agradecimiento una vez que el período de embarazo llega al séptimo mes. Al celebrar este evento habitual, ambos padres del niño por nacer deben ponerse el atuendo tradicional de Gorontalo. Una niña pequeña será cargada por el futuro padre, dando vueltas por la casa y finalmente entra a la casa en la habitación para encontrarse con su esposa embarazada. Después de que el futuro padre y la niña se encuentren con la esposa embarazada, se cortará una cuerda hecha de hoja de coco que estaba atada previamente alrededor de la esposa embarazada. En esta ceremonia de Tontalo se sirven siete platos en siete bandejas diferentes y luego estos alimentos se distribuyen entre los invitados.[49][48]